# Liên An Đô
Liên An Đô là một xã thuộc huyện Đông Hưng, tỉnh Thái Bình, Việt Nam.

## Địa lý
Xã Liên An Đô có diện tích 13,14 km², dân số năm 2022 là 18.457 người, mật độ dân số đạt 1.404 người/km².

## Lịch sử
Ngày 28 tháng 9 năm 2024, Ủy ban Thường vụ Quốc hội ban hành Nghị quyết số 1201/NQ-UBTVQH15 về việc sắp xếp đơn vị hành chính cấp xã của tỉnh Thái Bình giai đoạn 2023 – 2025 (nghị quyết có hiệu lực từ ngày 1 tháng 11 năm 2024). Theo đó, thành lập xã Liên An Đô trên cơ sở toàn bộ 4,02 km² diện tích tự nhiên, quy mô dân số là 4.477 người của xã Đô Lương; toàn bộ 3,81 km² diện tích tự nhiên, quy mô dân số là 5.779 người của xã An Châu và toàn bộ 5,31 km² diện tích tự nhiên, quy mô dân số là 8.201 người của xã Liên Giang.
Xã Liên An Đô có 13,14 km² diện tích tự nhiên và quy mô dân số là 18.457 người.